# Карстенс, Анке
Анке Карстенс (Anke Karstens, р. 13 октября 1985 года, Берхтесгаден, ФРГ) — немецкая сноубордистка, выступающая в дисциплинах параллельный слалом и параллельный гигантский слалом.